# Polypterus palmas palmas
Polypterus palmas palmas is een ondersoort van de straalvinnige vissen uit de familie van de kwastsnoeken (Polypteridae). De wetenschappelijke naam van de soort is voor het eerst geldig gepubliceerd in 1850 door Ayres.